# 聯邦德國歷史博物館
聯邦德國歷史博物館（德語：Haus der Geschichte）是位於德國波恩的一座以德國當代史為展覽主題的歷史博物館。

## 历史
主要展示德國1945年以來的歷史。聯邦德國歷史博物館每年約有100萬人參觀，是德國遊客最多的博物館之一。
2011年9月15日，联邦德国历史博物馆基金會為位於柏林俗稱淚宮的邊境檢查站开设永久性展览，用原始文件，照片和录音，录像，呈现在两德分裂时期旅客在检查站的经历，并概述了兩德统一进程。活化後的淚宮開幕當日獲得時任德國總理安格拉·默克爾為其揭幕。

## 画廊

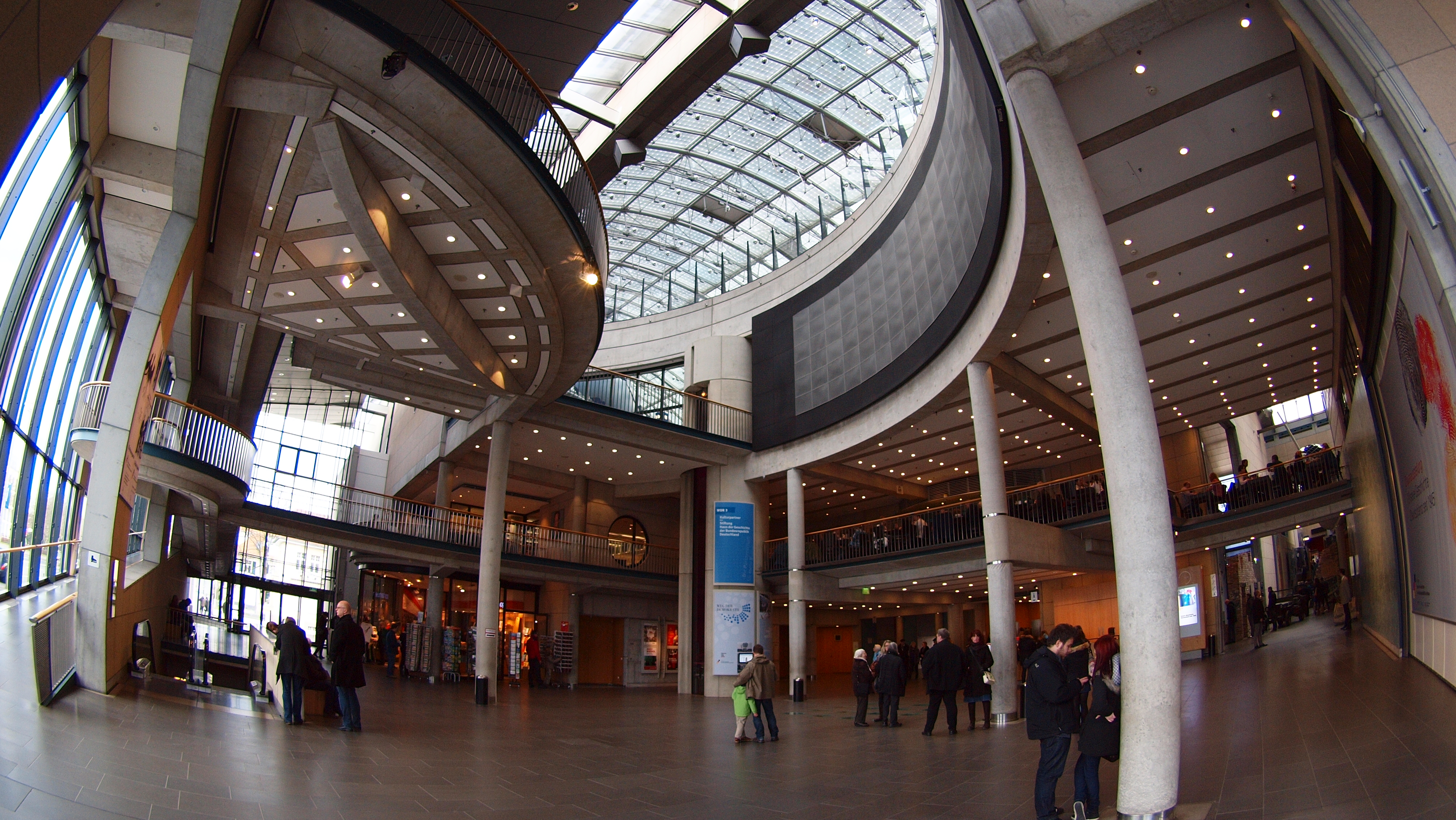
聯邦德國歷史博物館入口大厅
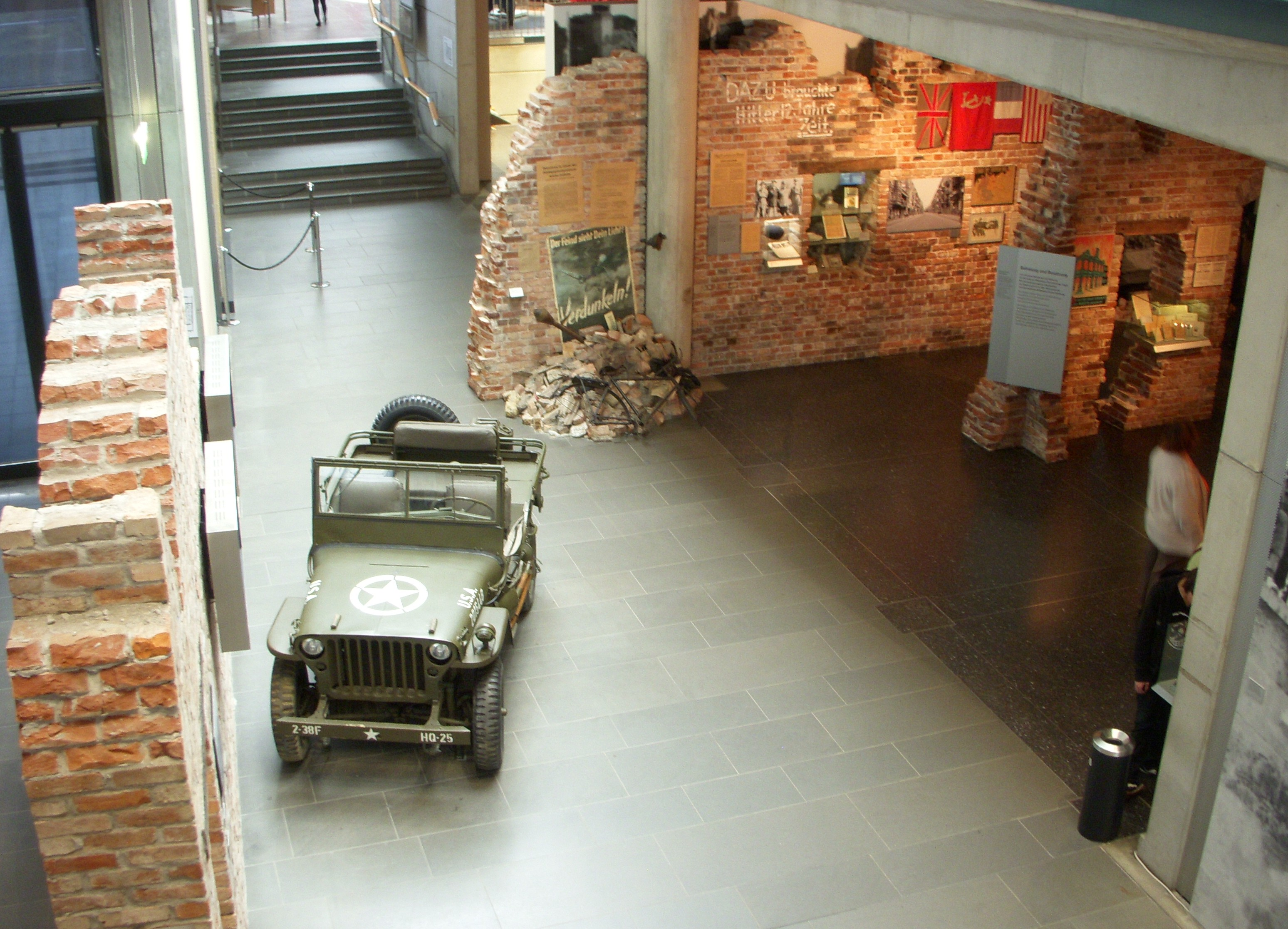
二战结束
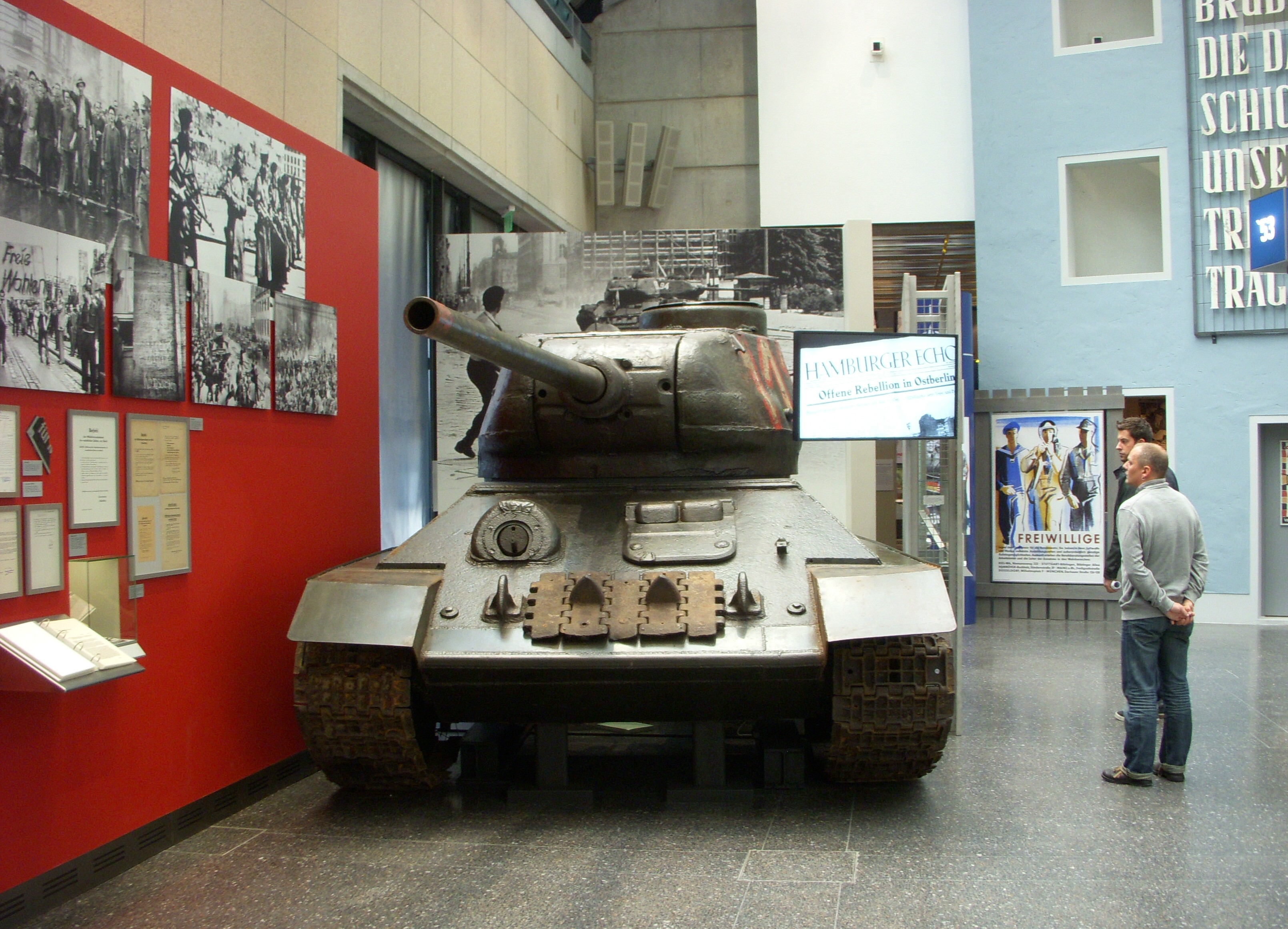
T-34坦克, 1953年6月17日，東德六一七事件
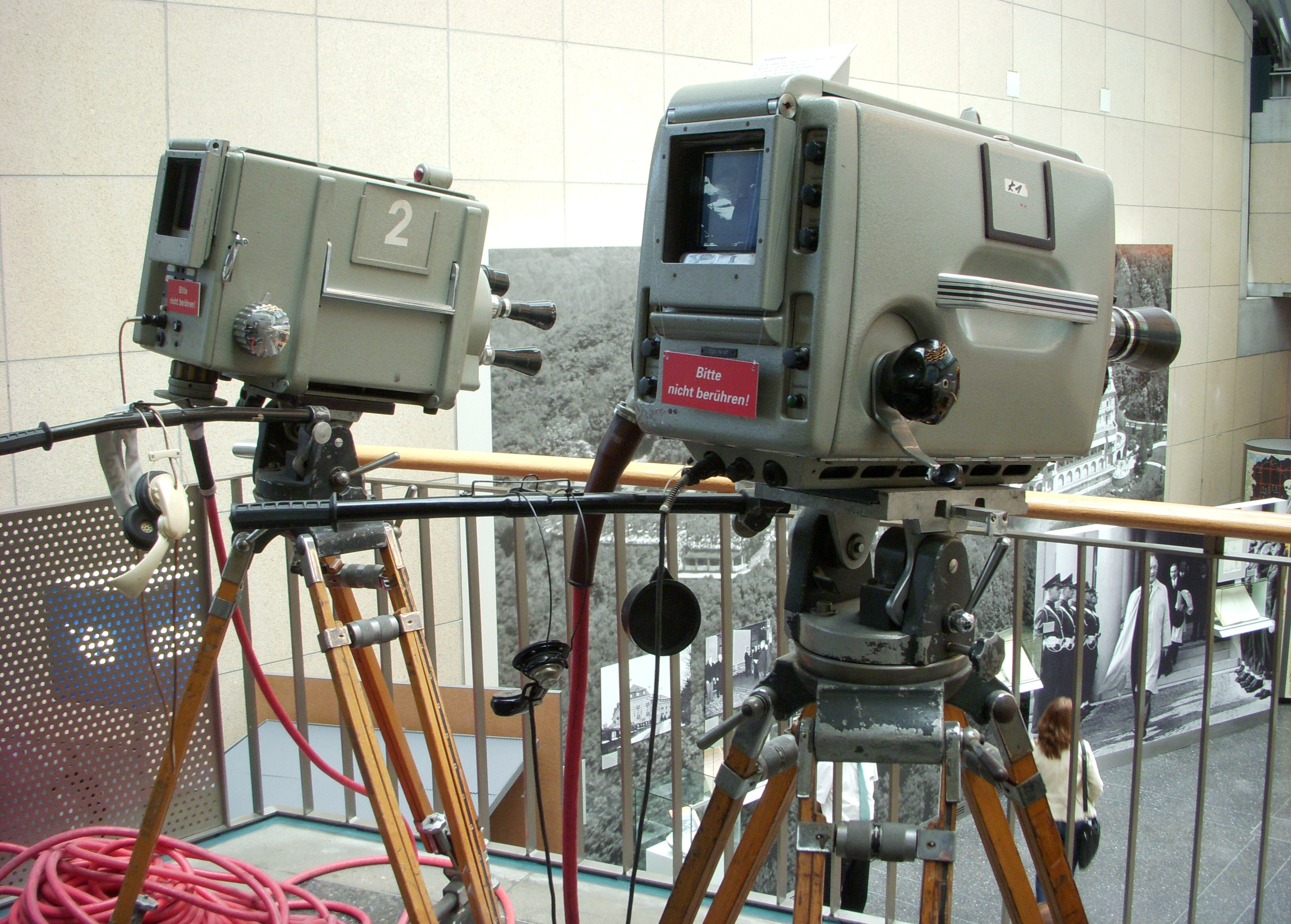
电视摄影机，1956年
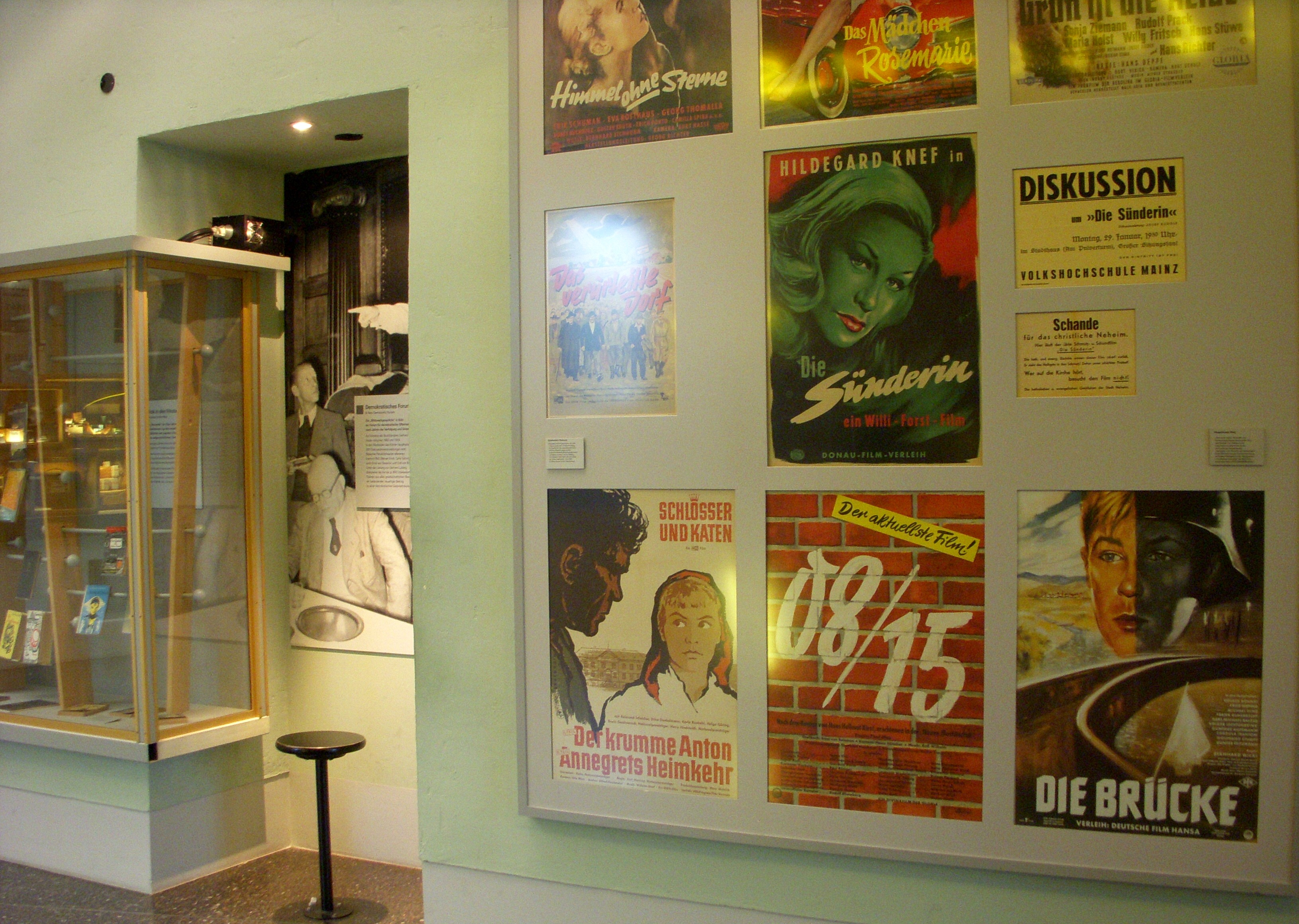
德国电影
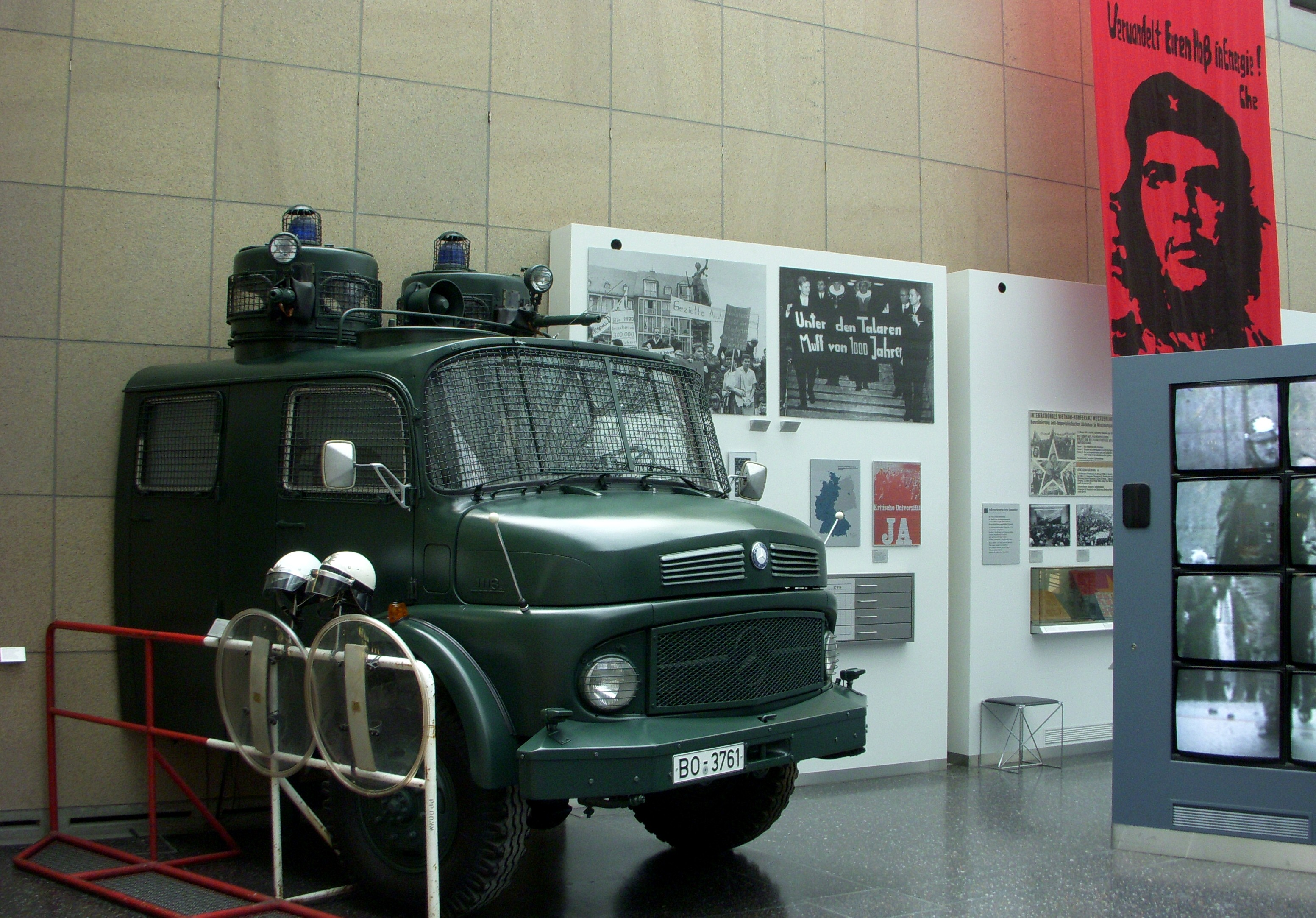
学生骚乱，德國六八學運
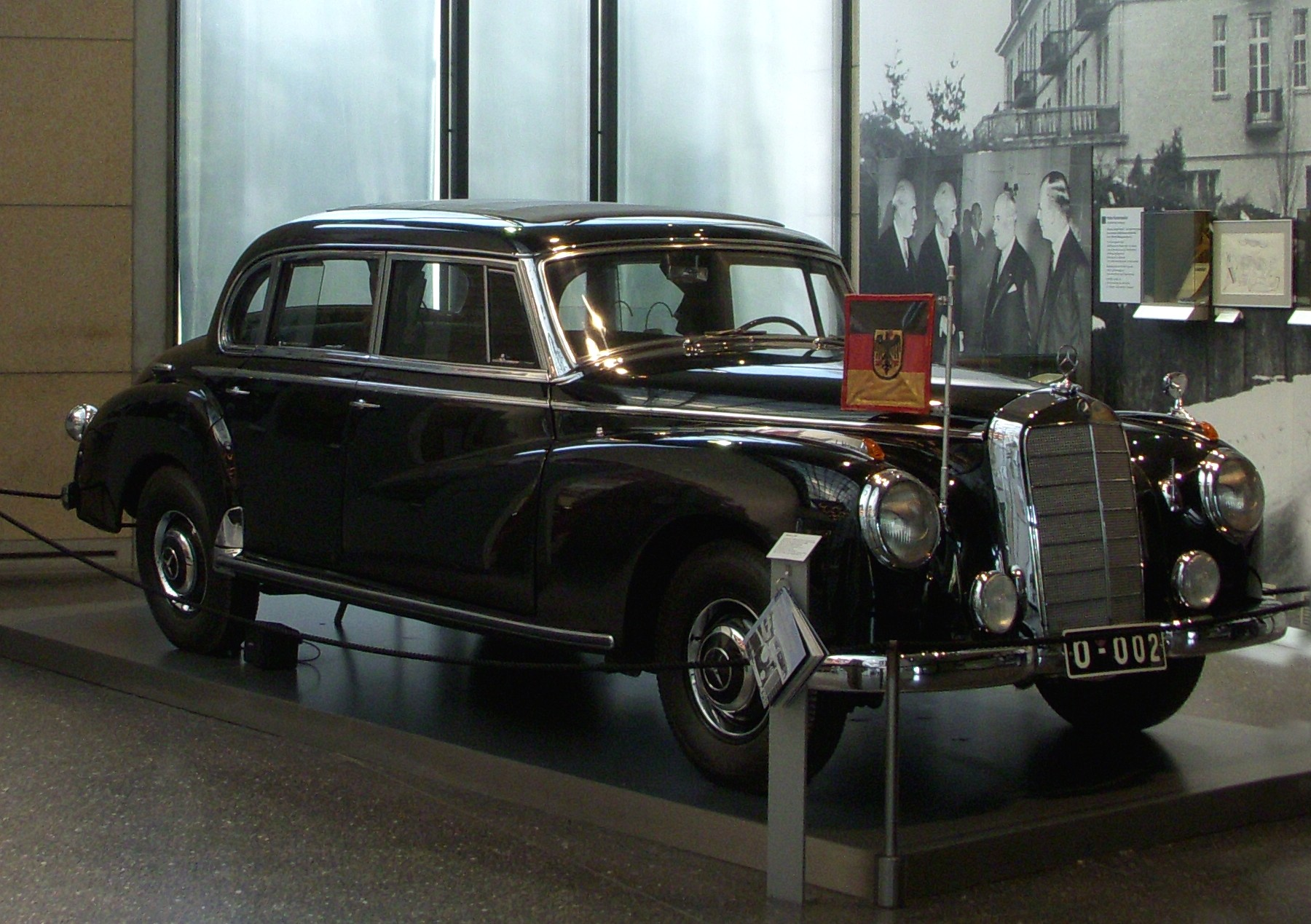
阿登纳奔驰300汽车
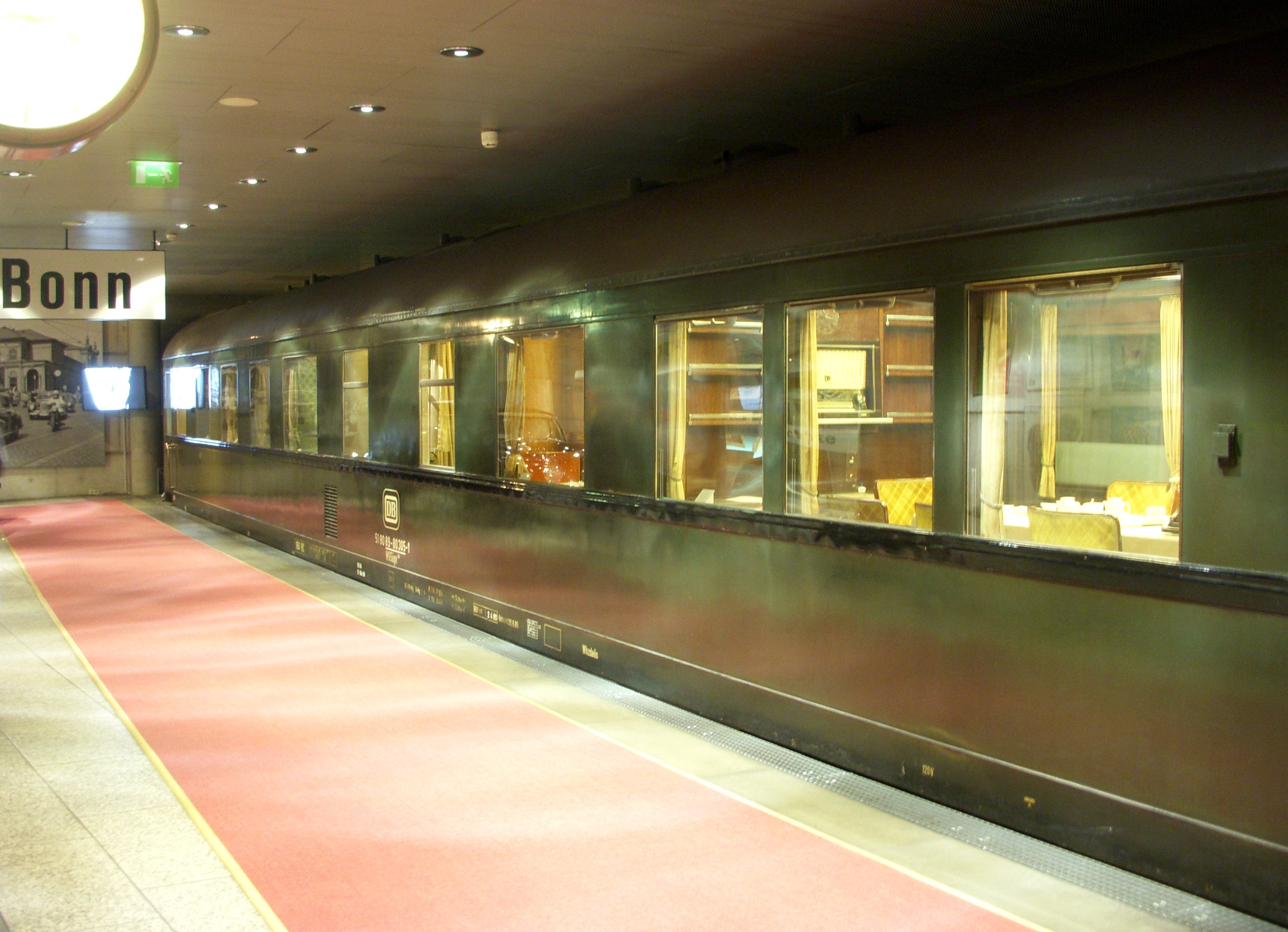
salonwagen 10205
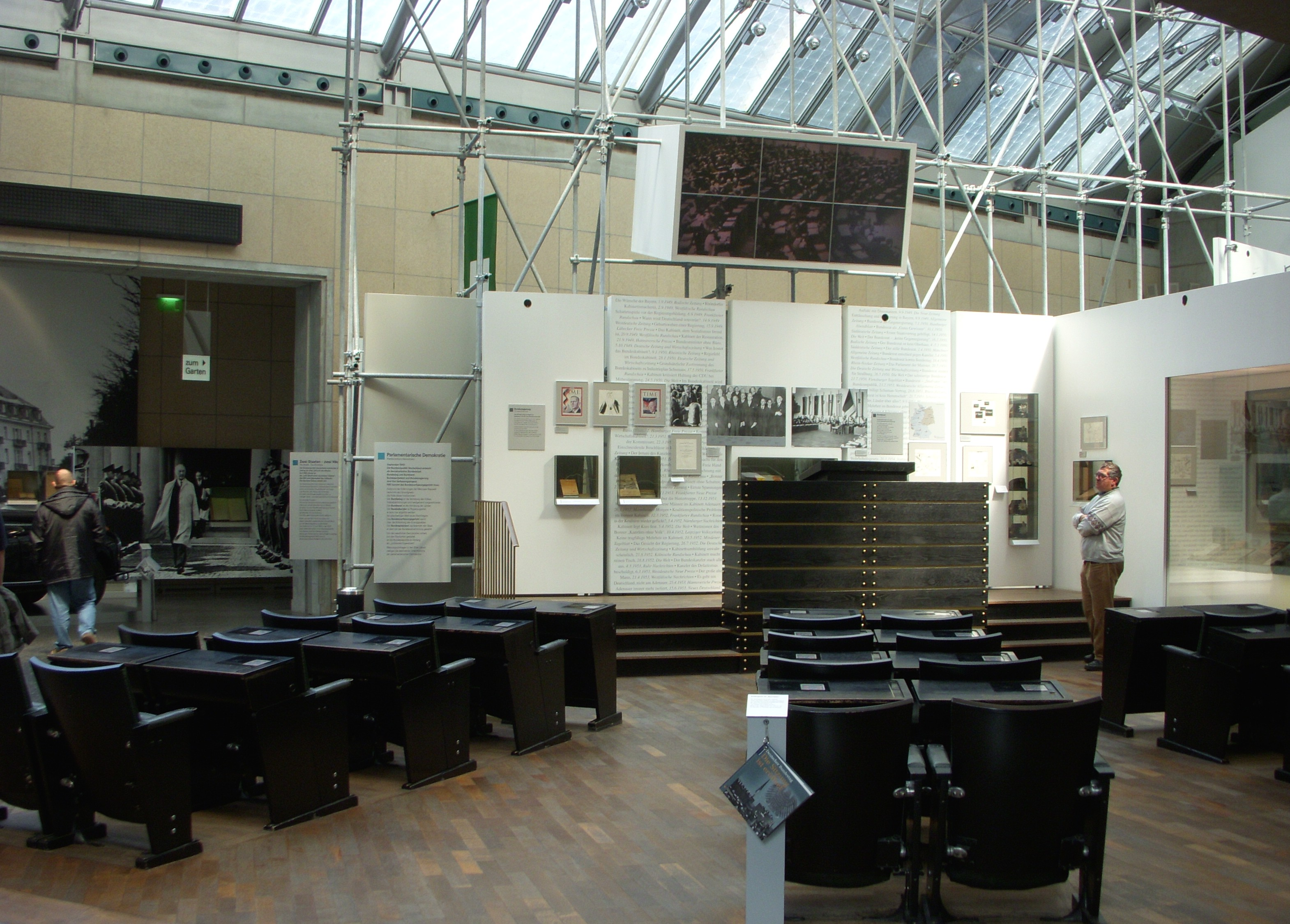
第一室档位
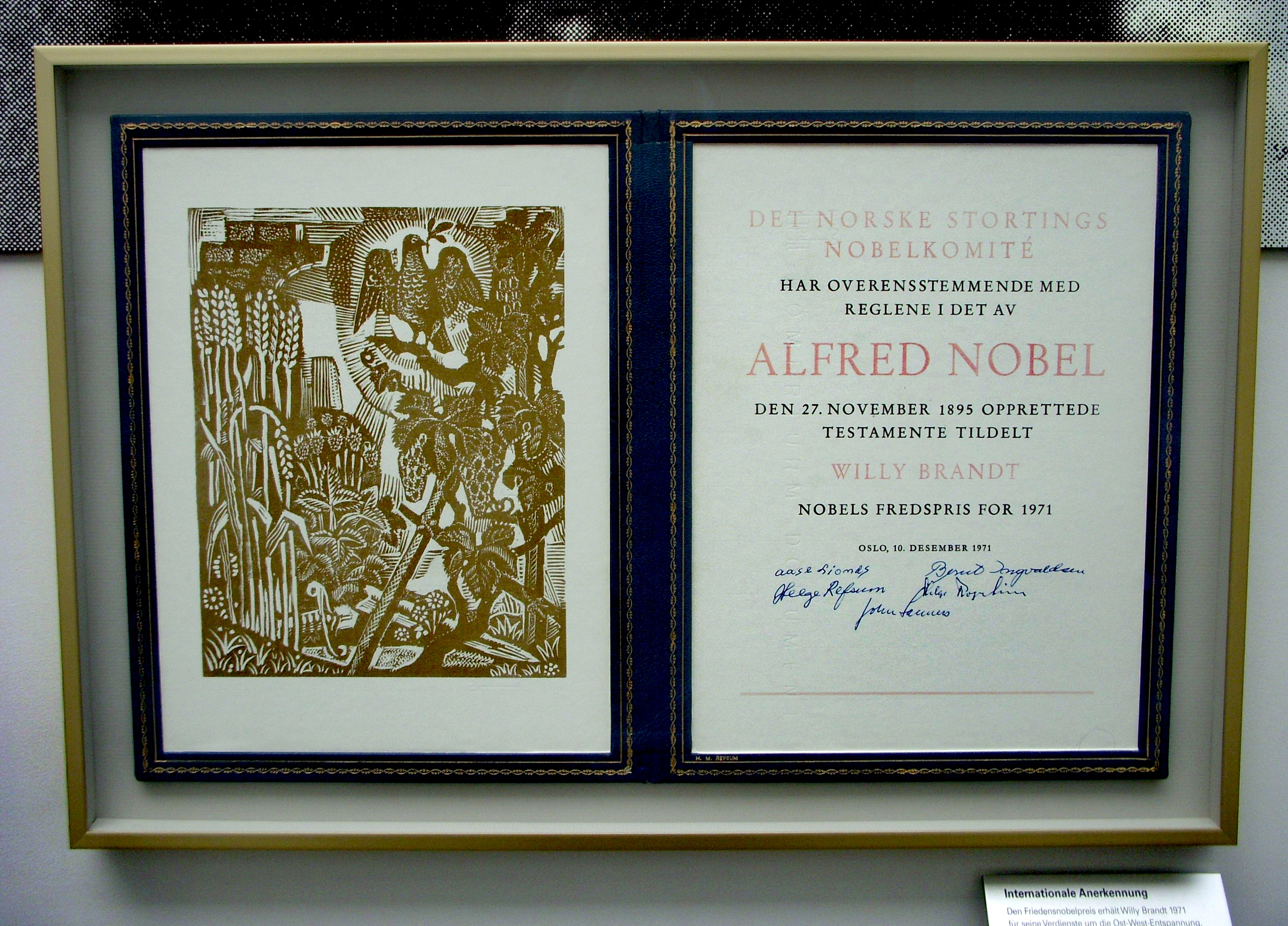
西德总理维利·勃兰特的诺贝尔奖证书
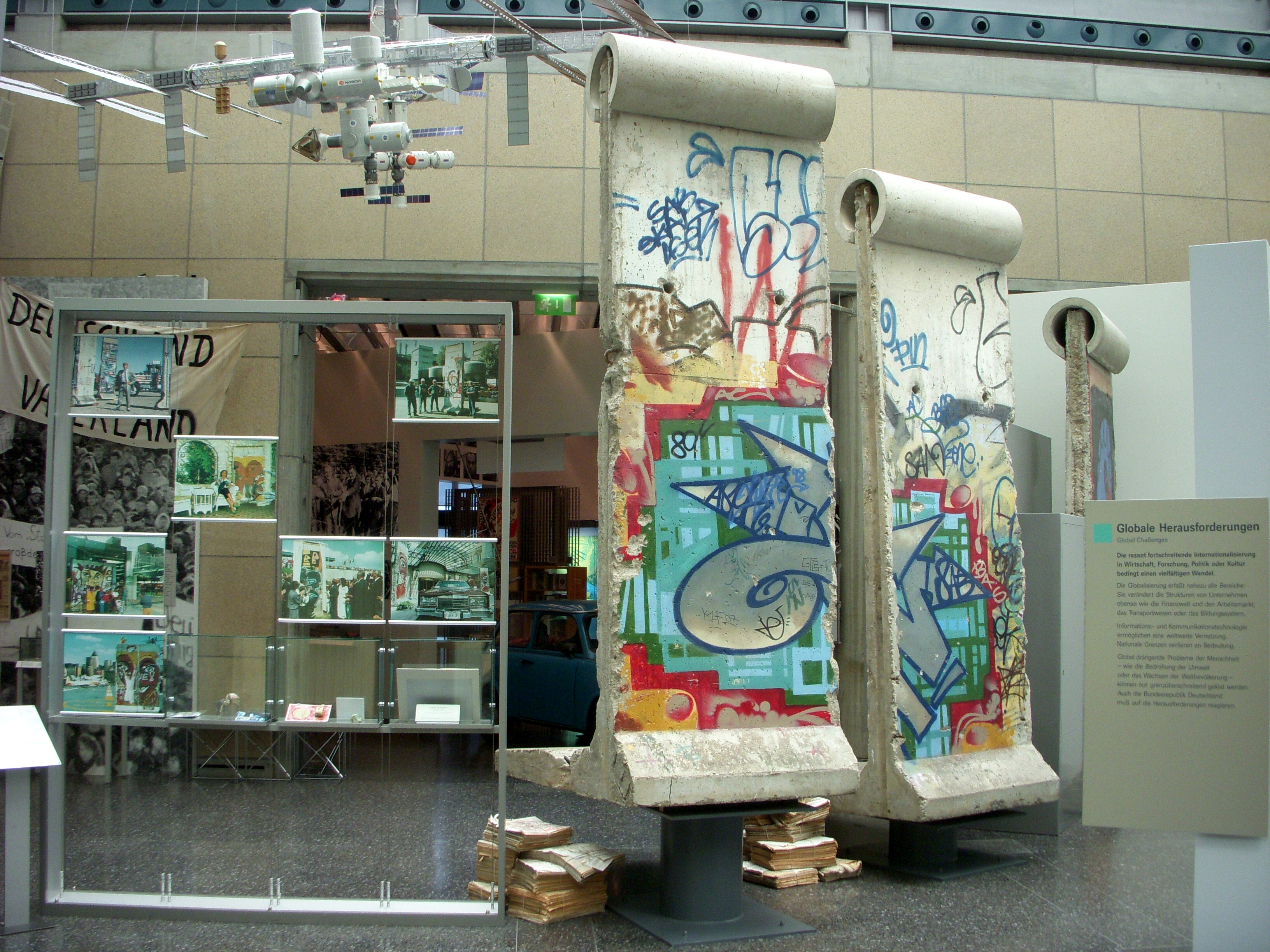
柏林墙